# Championnat NCAA masculin de basket-ball 1972
Le Championnat NCAA de basket-ball 1972 est la 34e édition du championnat universitaire américain de basket-ball. 25 équipes s'y sont affrontées en matchs à élimination directe jusqu'au Final Four qui s'est tenu à la Los Angeles Memorial Sports Arena.
La finale, disputée le 26 mars, est remportée par UCLA face à Florida State sur le score de 81 à 76. C'est le huitième titre de son histoire après 1965 et 1965, puis de manière ininterrompue depuis 1967,

## Final Four
|  | Demi-finales   | Demi-finales |                        |    | Finale 26 mars | Finale 26 mars |
|  | Demi-finales   | Demi-finales |                        |    | Finale 26 mars | Finale 26 mars |
|  |                |              |                        |    |                |                |
|  |                |              |                        |    |                |                |
|  |                |              |                        |    |                |                |
|  | North Carolina | 75           |                        |    |                |                |
|  | North Carolina | 75           |                        |    |                |                |
|  | Florida State  | 79           |                        |    |                |                |
|  | Florida State  | 79           | Florida State          | 76 |                |                |
|  |                |              | Florida State          | 76 |                |                |
|  |                | UCLA         | 81                     |    |                |                |
|  | Louisville     | UCLA         | 81                     | 77 |                |                |
|  | Louisville     |              |                        | 77 |                |                |
|  | UCLA           | 96           |                        |    |                |                |
|  | UCLA           | 96           | Match pour la 3e place |    |                |                |
|  |                |              |                        |    |                |                |
|  |                |              |                        |    |                |                |
|  |                |              |                        |    |                |                |
|  | North Carolina | 105          |                        |    |                |                |
|  | North Carolina | 105          |                        |    |                |                |
|  | Louisville     | 91           |                        |    |                |                |
|  | Louisville     | 91           |                        |    |                |                |

## Récompenses individuelles
- Trophée Wooden : Bill Walton[2].
- Trophée Naismith : Bill Walton[2].
- Most Oustanding Player (joueur le plus remarquable du Final Four) : Bill Walton[2].